# Compagni di classe
Compagni di classe (同級生?, Dōkyūsei, lett. "Compagni di classe") è un manga del 2006 scritto e disegnato da Asumiko Nakamura. È stato adattato in un film d'animazione dal titolo di Dōkyūsei, della durata sessanta minuti, diretto e animato da Shōko Nakamura, che uscì nelle sale cinematografiche giapponesi il 20 febbraio 2016.

## Trama
In un istituto maschile, l'esuberante chitarrista Kusakabe aiuta il compagno di classe Sajō, riservato e composto, a prepararsi per lo spettacolo di canto corale. Durante queste prove, tra i due nasce un sentimento che sfocerà in una relazione sentimentale. Nel corso di due estati il loro rapporto si intensifica e si rinsalda, passando attraverso pessimismi e qualche gelosia.

## Personaggi
Rihito Sajō (佐条 利人?, Sajō Rihito)
Doppiato da: Kenji Nojima
Uno dei due protagonisti della storia. È un ragazzo educato e composto sia nell'aspetto che nel comportamento, studioso e silenzioso. È introverso e sembra non coltivare relazioni di amicizia, a parte quella (che si evolverà preso in amore) con Kusakabe. Sajō è mostrato come riflessivo, a volte fin troppo, a tal punto da mettere costantemente in dubbio la propria relazione con Kusakabe e le proprie capacità. È molto attento anche alle apparenze, rifiutando atteggiamenti sconvenienti in pubblico e mostrando sempre un forte controllo della situazione. Alla fine del film viene lasciato intuire come il suo rapporto con Kusakabe abbia iniziato a modificare qualcosa in lui, a tal punto che, dopo l'esame di ammissione all'università, mentre stanno seduti su gradino del marciapiede, Sajō dice a Kusakabe di non essere davvero preoccupato per l'università e, nonostante si trovino in un luogo affollato, bacia il compagno.
Hikaru Kusakabe (草壁 光?, Kusakabe Hikaru)
Doppiato da: Hiroshi Kamiya
Kusakabe appare come un ragazzo magro e alto dal portamento scomposto e disarticolato. Ha capelli biondi molto folti e lunghi e gli occhi circondati da un'ombra di occhiaie. Caratterialmente, Kusakabe è l'opposto di Sajō: estroverso, pieno di amici e ammiratrici e di animo quasi ingenuo. È anche disordinato e con la testa tra le nuvole. Non si preoccupa delle apparenze o di quanto sia opportuno o non opportuno fare. Rivela anche un temperamento abbastanza impulsivo, come quando si scaglia contro il professor Hara, ma al tempo stesso non sembra essere capace di portare rancore (ad esempio, è proprio al professor Hara che chiede consigli riguardo all'amore e al sesso). Fa parte di una band che gli dà molta popolarità ed è un bravo chitarrista. Oltre a questo, ha una dipendenza dalle sigarette e guida una moto da corsa.
Manabu Hara (原 学?, Hara Manabu)
Doppiato da: Hideo Ishikawa
Il professore di musica della classe di Sajō e Kusakabe. Ha capelli bruni generalmente spettinati. È omosessuale e nutre un iniziale interesse per Sajō. Desiste da ulteriori tentativi, tuttavia, dopo una prima volta in cui è stato sorpreso da Kusakabe. Nonostante questo (e il fatto che il ragazzo lo abbia colpito con un pugno), si trova spesso sul terrazzo della scuola a fumare e parlare con lui, dandogli consigli sinceri.
Satoshi Arisaka (有坂 聡?, Arisaka Satoshi)
Fu il primo amore di Hara quando era il suo insegnante di chimica. Iniziarono una breve relazione fino a quando Arisaka chiese il congedo di paternità negando i loro sentimenti per Hara. Fu sposato e si aspettava di essere un buon padre e marito se ignorava la propria omosessualità ma, alla fine, accettò la sua sessualità e divorziò dalla moglie dopo il parto. Attualmente è in una complicata relazione con Hibiki, uno dei suoi studenti, e si scontra spesso con i genitori di quest'ultimo.

## Media

### Manga
Sono stati pubblicati complessivamente 6 volumi di cui 3 spin-off.
| Nº       | Titolo italiano                             | Data di prima pubblicazione             | Data di prima pubblicazione              |
| Nº       | Titolo italiano                             | Giapponese                              | Italiano                                 |
| 1        | Compagni di classe                          | 15 febbraio 2008 ISBN 978-4-87182-968-7 | 17 maggio 2017 ISBN 978-88-7759-709-0    |
| 2        | Compagni di classe. II stagione. Inverno    | 28 gennaio 2010 ISBN 978-4-86349-128-1  | 28 giugno 2018 ISBN 978-88-6913-423-4    |
| 3        | Compagni di classe. III stagione. Primavera | 28 gennaio 2010 ISBN 978-4-86349-129-8  | 27 settembre 2018 ISBN 978-88-6913-438-8 |
| Spin off | Compagni di classe. Sora & Hara             | 19 maggio 2012 ISBN 978-4-86349-292-9   | 24 luglio 2018 ISBN 978-88-6913-432-6    |
| Spin off | Compagni di classe. O. B.. Vol. 1           | 15 febbraio 2014 ISBN 978-4-09-183777-6 | 25 ottobre 2018 ISBN 978-88-6913-438-8   |
| Spin off | Compagni di classe. O. B.. Vol. 2           | 15 febbraio 2014 ISBN 978-4-86349-411-4 | 14 dicembre 2018 ISBN 978-88-6913-439-5  |

### Film
Un adattamento animato dei primi 3 volumi del manga è stato realizzato nel 2016 da A-1 Pictures.

### Drama CD
Sono stati pubblicati diversi drama CD:
1. 『同級生』"Compagno di classe" (pubblicato il 25 aprile 2008)
2. 『卒業生』"Laurea" (pubblicato il 2 aprile 2010)
3. 『空と原』"Sky and Hara" (pubblicato il 26 ottobre 2012)
4. 『O.B.』"O.B." (pubblicato il 24 aprile 2015)